# Mesapamea rava
Mesapamea rava là một loài bướm đêm trong họ Noctuidae.